# Indian Premier League 2023
Die Indian Premier League 2023 (offiziell: Tata IPL 2023) war die sechzehnte Saison des im Twenty20-Format ausgetragenen Wettbewerbes für indische Cricket-Teams, der zwischen dem 31. März und 29. Mai ausgetragen wurde. Im Finale konnten sich die Chennai Super Kings gegen die Gujarat Titans mit 5 Wickets nach DLS-Methode durchsetzen.

## Teilnehmer
Die zehn teilnehmenden Franchises aus Indien sind:
- Chennai Super Kings
- Delhi Capitals
- Gujarat Titans
- Punjab Kings
- Kolkata Knight Riders
- Lucknow Super Giants
- Mumbai Indians
- Rajasthan Royals
- Royal Challengers Bangalore
- Sunrisers Hyderabad

## Format
Die Mannschaften wurden in 2 Gruppen aufgeteilt, in denen sie gegen jede Mannschaft jeweils zwei Mal spielten. Des Weiteren werden zwei Spiele gegen eine Mannschaft der anderen Gruppe mit dem gleichen Setzplatz absolviert sowie jeweils ein Spiel gegen jede andere Mannschaft der anderen Gruppe. So absolviert jedes Team 14 Spiele, von denen sieben als Heim- und sieben als Auswärtsspiele angesehen werden. Die Mannschaften beider Gruppen werden in einer Tabelle geführt. Für einen Sieg gibt es zwei Punkte, für ein No Result ein Punkt. Die vier ersten Teams der Gruppenphase bestreiten das Playoff.

## Ergebnisse

### Tabelle
Die Tabelle der Vorrunde gestaltete sich wie folgt.
| Teams                  | Sp. | S  | N  | NR | P  | NRR    |
| ---------------------- | --- | -- | -- | -- | -- | ------ |
| Gujarat Titans         | 14  | 10 | 4  | 0  | 20 | +0.809 |
| Chennai Super Kings    | 14  | 8  | 5  | 1  | 17 | +0.652 |
| Lucknow Super Giants   | 14  | 8  | 5  | 1  | 17 | +0.284 |
| Mumbai Indians         | 14  | 8  | 6  | 0  | 16 | –0.044 |
| Rajasthan Royals       | 14  | 7  | 7  | 0  | 14 | +0.148 |
| Royal Chall. Bangalore | 14  | 7  | 7  | 0  | 14 | +0.135 |
| Kolkata Knight Riders  | 14  | 6  | 8  | 0  | 12 | –0.239 |
| Punjab Kings           | 14  | 6  | 8  | 0  | 12 | –0.304 |
| Delhi Capitals         | 14  | 5  | 9  | 0  | 10 | –0.808 |
| Sunrisers Hyderabad    | 14  | 4  | 10 | 0  | 8  | –0.590 |

| Qualifiziert fürs Halbfinale |
| ---------------------------- |

### Vorrunde
| 31. März Scorecard | Ahmedabad | Chennai Super Kings 178-7 (20)       | – | Gujarat Titans 182-5 (19.2) |
|                    |           | Gujarat Titans gewinnt mit 5 Wickets |   |                             |

Gujarat Titans gewann den Münzwurf und entschied sich als Feldmannschaft zu beginnen. Als Spieler des Spiels wurde Rashid Khan ausgezeichnet.
| 1. April Scorecard | Mohali | Punjab Kings 191-5 (20)                      | – | Kolkata Knight Riders 146-7 (16/16) |
|                    |        | Punjab Kings gewinnt mit 7 Runs (D/L method) |   |                                     |

Kolkata Knight Riders gewann den Münzwurf und entschied sich als Feldmannschaft zu beginnen. Als Spieler des Spiels wurde Arshdeep Singh ausgezeichnet.
| 1. April Scorecard | Lucknow | Lucknow Super Giants 193-6 (20)          | – | Delhi Capitals 143-9 (20) |
|                    |         | Lucknow Super Giants gewinnt mit 50 Runs |   |                           |

Delhi Capitals gewann den Münzwurf und entschied sich als Feldmannschaft zu beginnen. Als Spieler des Spiels wurde Mark Wood ausgezeichnet.
| 2. April Scorecard | Hyderabad | Rajasthan Royals 203-5 (20)          | – | Sunrisers Hyderabad 131-8 (20) |
|                    |           | Rajasthan Royals gewinnt mit 72 Runs |   |                                |

Sunrisers Hyderabad gewann den Münzwurf und entschied sich als Feldmannschaft zu beginnen. Als Spieler des Spiels wurde Jos Buttler ausgezeichnet.
| 2. April Scorecard | Bengaluru | Mumbai Indians 171-7 (20)                         | – | Royal Chall. Bangalore 172-2 (16.2) |
|                    |           | Royal Challengers Bangalore gewinnt mit 8 Wickets |   |                                     |

Royal Challengers Bangalore gewann den Münzwurf und entschied sich als Feldmannschaft zu beginnen. Als Spieler des Spiels wurde Faf du Plessis ausgezeichnet.
| 3. April Scorecard | Chennai | Chennai Super Kings 217-7 (20)          | – | Lucknow Super Giants 205-7 (20) |
|                    |         | Chennai Super Kings gewinnt mit 12 Runs |   |                                 |

Lucknow Super Giants gewann den Münzwurf und entschied sich als Feldmannschaft zu beginnen. Als Spieler des Spiels wurde Moeen Ali ausgezeichnet.
| 4. April Scorecard | Delhi | Delhi Capitals 162-8 (20)            | – | Gujarat Titans 163-4 (18.1) |
|                    |       | Gujarat Titans gewinnt mit 6 Wickets |   |                             |

Gujarat Titans gewann den Münzwurf und entschied sich als Feldmannschaft zu beginnen. Als Spieler des Spiels wurde Sai Sudharsan ausgezeichnet.
| 5. April Scorecard | Guwahati | Punjab Kings 197-4 (20)         | – | Rajasthan Royals 192-7 (20) |
|                    |          | Punjab Kings gewinnt mit 5 Runs |   |                             |

Rajasthan Royals gewann den Münzwurf und entschied sich als Feldmannschaft zu beginnen. Als Spieler des Spiels wurde Nathan Ellis ausgezeichnet.
| 6. April Scorecard | Kolkata | Kolkata Knight Riders 204-7 (20)          | – | Royal Chall. Bangalore 123 (17.4) |
|                    |         | Kolkata Knight Riders gewinnt mit 81 Runs |   |                                   |

Ryal Challengers Bangalore gewann den Münzwurf und entschied sich als Feldmannschaft zu beginnen. Als Spieler des Spiels wurde Shardul Thakur ausgezeichnet.
| 7. April Scorecard | Lucknow | Sunrisers Hyderabad 121-8 (20)             | – | Lucknow Super Giants 127-5 (16) |
|                    |         | Lucknow Super Giants gewinnt mit 5 Wickets |   |                                 |

Sunrisers Hyderabad gewann den Münzwurf und entschied sich als Schlagmannschaft zu beginnen. Als Spieler des Spiels wurde Krunal Pandya ausgezeichnet.
| 8. April Scorecard | Guwahati | Rajasthan Royals 199-4 (20)          | – | Delhi Capitals 142-9 (20) |
|                    |          | Rajasthan Royals gewinnt mit 57 Runs |   |                           |

Delhi Capitals gewann den Münzwurf und entschied sich als Feldmannschaft zu beginnen. Als Spieler des Spiels wurde Yashasvi Jaiswal ausgezeichnet.
| 8. April Scorecard | Mumbai | Mumbai Indians 157-8 (20)                 | – | Chennai Super Kings 159-3 (18.1) |
|                    |        | Chennai Super Kings gewinnt mit 7 Wickets |   |                                  |

Chennai Super Kings gewann den Münzwurf und entschied sich als Feldmannschaft zu beginnen. Als Spieler des Spiels wurde Ravindra Jadeja ausgezeichnet.
| 9. April Scorecard | Ahmedabad | Gujarat Titans 204-4 (20)                   | – | Kolkata Knight Riders 207-7 (20) |
|                    |           | Kolkata Knight Riders gewinnt mit 3 Wickets |   |                                  |

Gujarat Titans gewann den Münzwurf und entschied sich als Schlagmannschaft zu beginnen. Als Spieler des Spiels wurde Rinku Singh ausgezeichnet.
| 9. April Scorecard | Hyderabad | Punjab Kings 143-9 (20)                   | – | Sunrisers Hyderabad 145-2 (17.1) |
|                    |           | Sunrisers Hyderabad gewinnt mit 8 Wickets |   |                                  |

Sunrisers Hyderabad gewann den Münzwurf und entschied sich als Feldmannschaft zu beginnen. Als Spieler des Spiels wurde Shikhar Dhawan ausgezeichnet.
| 10. April Scorecard | Bengaluru | Royal Chall. Bangalore 212-2 (20)         | – | Lucknow Super Giants 213-9 (20) |
|                     |           | Lucknow Super Giants gewinnt mit 1 Wicket |   |                                 |

Lucknow Super Giants gewann den Münzwurf und entschied sich als Feldmannschaft zu beginnen. Als Spieler des Spiels wurde Nicholas Pooran ausgezeichnet.
| 11. April Scorecard | Delhi | Delhi Capitals 172 (19.2)            | – | Mumbai Indians 173-4 (20) |
|                     |       | Mumbai Indians gewinnt mit 6 Wickets |   |                           |

Mumbai Indians gewann den Münzwurf und entschied sich als Feldmannschaft zu beginnen. Als Spieler des Spiels wurde Rohit Sharma ausgezeichnet.
| 12. April Scorecard | Chennai | Rajasthan Royals 175-8 (20)         | – | Chennai Super Kings 172-6 (20) |
|                     |         | Rajasthan Royals gewinnt mit 3 Runs |   |                                |

Chennai Super Kings gewann den Münzwurf und entschied sich als Feldmannschaft zu beginnen. Als Spieler des Spiels wurde Ravichandran Ashwin ausgezeichnet.
| 13. April Scorecard | Chennai | Punjab Kings 153-8 (20)              | – | Gujarat Titans 154-4 (19.5) |
|                     |         | Gujarat Titans gewinnt mit 6 Wickets |   |                             |

Gujarat Titans gewann den Münzwurf und entschied sich als Feldmannschaft zu beginnen. Als Spieler des Spiels wurde Mohit Sharma ausgezeichnet.
| 14. April Scorecard | Kolkata | Sunrisers Hyderabad 228-4 (20)          | – | Kolkata Knight Riders 205-7 (20) |
|                     |         | Sunrisers Hyderabad gewinnt mit 23 Runs |   |                                  |

Kolkata Knight Riders gewann den Münzwurf und entschied sich als Feldmannschaft zu beginnen. Als Spieler des Spiels wurde Harry Brook ausgezeichnet.
| 15. April Scorecard | Bengaluru | Royal Chall. Bangalore 174-6 (20)               | – | Delhi Capitals 151-9 (20) |
|                     |           | Royal Challengers Bangalore gewinnt mit 23 Runs |   |                           |

Delhi Capitals gewann den Münzwurf und entschied sich als Feldmannschaft zu beginnen. Als Spieler des Spiels wurde Virat Kohli ausgezeichnet.
| 15. April Scorecard | Lucknow | Lucknow Super Giants 159-8 (20)    | – | Punjab Kings 161-8 (19.3) |
|                     |         | Punjab Kings gewinnt mit 2 Wickets |   |                           |

Punjab Kings gewann den Münzwurf und entschied sich als Feldmannschaft zu beginnen. Als Spieler des Spiels wurde Sikandar Raza ausgezeichnet.
| 16. April Scorecard | Mumbai | Kolkata Knight Riders 185-6 (20)     | – | Mumbai Indians 186-5 (17.4) |
|                     |        | Mumbai Indians gewinnt mit 5 Wickets |   |                             |

Mumbai Indians gewann den Münzwurf und entschied sich als Feldmannschaft zu beginnen. Als Spieler des Spiels wurde Venkatesh Iyer ausgezeichnet.
| 16. April Scorecard | Ahmedabad | Gujarat Titans 177-7 (20)              | – | Rajasthan Royals 179-7 (19.2) |
|                     |           | Rajasthan Royals gewinnt mit 3 Wickets |   |                               |

Rajasthan Royals gewann den Münzwurf und entschied sich als Feldmannschaft zu beginnen. Als Spieler des Spiels wurde Shimron Hetmyer ausgezeichnet.
| 17. April Scorecard | Bengaluru | Royal Chall. Bangalore 226-6 (20)      | – | Chennai Super Kings 218-8 (20) |
|                     |           | Chennai Super Kings gewinnt mit 8 Runs |   |                                |

Royal Challengers Bangalore gewann den Münzwurf und entschied sich als Feldmannschaft zu beginnen. Als Spieler des Spiels wurde Devon Conway ausgezeichnet.
| 18. April Scorecard | Hyderabad | Mumbai Indians 192-5 (20)          | – | Sunrisers Hyderabad 178 (19.5) |
|                     |           | Mumbai Indians gewinnt mit 14 Runs |   |                                |

Sunrisers Hyderabad gewann den Münzwurf und entschied sich als Feldmannschaft zu beginnen. Als Spieler des Spiels wurde Cameron Green ausgezeichnet.
| 19. April Scorecard | Jaipur | Lucknow Super Giants 154-7 (20)     | – | Rajasthan Royals 144-6 (20) |
|                     |        | Lucknow Super Giants von by 10 Runs |   |                             |

Rajasthan Royals gewann den Münzwurf und entschied sich als Feldmannschaft zu beginnen. Als Spieler des Spiels wurde Marcus Stoinis ausgezeichnet.
| 20. April Scorecard | Mohali | Royal Chall. Bangalore 174-4 (20)               | – | Punjab Kings 150 (18.2) |
|                     |        | Royal Challengers Bangalore gewinnt mit 24 Runs |   |                         |

Punjab Kings gewann den Münzwurf und entschied sich als Feldmannschaft zu beginnen. Als Spieler des Spiels wurde Mohammed Siraj ausgezeichnet.
| 20. April Scorecard | Delhi | Kolkata Knight Riders 127 (20)       | – | Delhi Capitals 128-6 (19.2) |
|                     |       | Delhi Capitals gewinnt mit 4 Wickets |   |                             |

Delhi Capitals gewann den Münzwurf und entschied sich als Feldmannschaft zu beginnen. Als Spieler des Spiels wurde Ishant Sharma ausgezeichnet.
| 21. April Scorecard | Chennai | Sunrisers Hyderabad 134-7 (20)            | – | Chennai Super Kings 138-3 (18.4) |
|                     |         | Chennai Super Kings gewinnt mit 7 Wickets |   |                                  |

Chennai Super Kings gewann den Münzwurf und entschied sich als Feldmannschaft zu beginnen. Als Spieler des Spiels wurde Ravindra Jadeja ausgezeichnet.
| 22. April Scorecard | Lucknow | Gujarat Titans 135-6 (20)         | – | Lucknow Super Giants 128-7 (20) |
|                     |         | Gujarat Titans gewinnt mit 7 Runs |   |                                 |

Gujarat Titans gewann den Münzwurf und entschied sich als Schlagmannschaft zu beginnen. Als Spieler des Spiels wurde Mohit Sharma ausgezeichnet.
| 22. April Scorecard | Mumbai | Punjab Kings 214-8 (20)          | – | Mumbai Indians 201-6 (20) |
|                     |        | Punjab Kings gewinnt mit 13 Runs |   |                           |

Mumbai Indians gewann den Münzwurf und entschied sich als Feldmannschaft zu beginnen. Als Spieler des Spiels wurde Sam Curran ausgezeichnet.
| 23. April Scorecard | Bengaluru | Royal Chall. Bangalore 189-9 (20)              | – | Rajasthan Royals 182-6 (20) |
|                     |           | Royal Challengers Bangalore gewinnt mit 7 Runs |   |                             |

Rajasthan Royals gewann den Münzwurf und entschied sich als Feldmannschaft zu beginnen. Als Spieler des Spiels wurde Glenn Maxwell ausgezeichnet.
| 23. April Scorecard | Mumbai | Chennai Super Kings 235-4 (20)          | – | Kolkata Knight Riders 186-8 (20) |
|                     |        | Chennai Super Kings gewinnt mit 49 Runs |   |                                  |

Kolkata Knight Riders gewann den Münzwurf und entschied sich als Feldmannschaft zu beginnen. Als Spieler des Spiels wurde Ajinkya Rahane ausgezeichnet.
| 24. April Scorecard | Hyderabad | Delhi Capitals 144-9 (20)         | – | Sunrisers Hyderabad 137-6 (20) |
|                     |           | Delhi Capitals gewinnt mit 7 Runs |   |                                |

Delhi Capitals gewann den Münzwurf und entschied sich als Schlagmannschaft zu beginnen. Als Spieler des Spiels wurde Axar Patel ausgezeichnet.
| 25. April Scorecard | Ahmedabad | Gujarat Titans 207-6 (20)          | – | Mumbai Indians 152-9 (20) |
|                     |           | Gujarat Titans gewinnt mit 55 Runs |   |                           |

Mumbai Indians gewann den Münzwurf und entschied sich als Feldmannschaft zu beginnen. Als Spieler des Spiels wurde Abhinav Manohar ausgezeichnet.
| 26. April Scorecard | Bengaluru | Kolkata Knight Riders 200-5 (20)          | – | Royal Chall. Bangalore 179-8 (20) |
|                     |           | Kolkata Knight Riders gewinnt mit 21 Runs |   |                                   |

Royal Challengers Bangalore gewann den Münzwurf und entschied sich als Feldmannschaft zu beginnen. Als Spieler des Spiels wurde Varun Chakravarthy ausgezeichnet.
| 27. April Scorecard | Jaipur | Rajasthan Royals 202-5 (20)          | – | Chennai Super Kings 170-6 (20) |
|                     |        | Rajasthan Royals gewinnt mit 32 Runs |   |                                |

Rajasthan Royals gewann den Münzwurf und entschied sich als Schlagmannschaft zu beginnen. Als Spieler des Spiels wurde Yashasvi Jaiswal ausgezeichnet.
| 28. April Scorecard | Mohali | Lucknow Super Giants 257-5 (20)          | – | Punjab Kings 201 (19.5) |
|                     |        | Lucknow Super Giants gewinnt mit 56 Runs |   |                         |

Punjab Kings gewann den Münzwurf und entschied sich als Feldmannschaft zu beginnen. Als Spieler des Spiels wurde Marcus Stoinis ausgezeichnet.
| 29. April Scorecard | Kolkata | Kolkata Knight Riders 179-7 (20)     | – | Gujarat Titans 180-3 (17.5) |
|                     |         | Gujarat Titans gewinnt mit 7 Wickets |   |                             |

Gujarat Titans gewann den Münzwurf und entschied sich als Feldmannschaft zu beginnen. Als Spieler des Spiels wurde Josh Little ausgezeichnet.
| 29. April Scorecard | Delhi | Sunrisers Hyderabad 197-6 (20)         | – | Delhi Capitals 188-6 (20) |
|                     |       | Sunrisers Hyderabad gewinnt mit 9 Runs |   |                           |

Sunrisers Hyderabad gewann den Münzwurf und entschied sich als Schlagmannschaft zu beginnen. Als Spieler des Spiels wurde Mitchell Marsh ausgezeichnet.
| 30. April Scorecard | Chennai | Chennai Super Kings 200-4 (20)     | – | Punjab Kings 201-6 (20) |
|                     |         | Punjab Kings gewinnt mit 4 Wickets |   |                         |

Chennai Super Kings gewann den Münzwurf und entschied sich als Schlagmannschaft zu beginnen. Als Spieler des Spiels wurde Devon Conway ausgezeichnet.
| 30. April Scorecard | Mumbai | Rajasthan Royals 212-7 (20)          | – | Mumbai Indians 214-4 (19.3) |
|                     |        | Mumbai Indians gewinnt mit 6 Wickets |   |                             |

Rajasthan Royals gewann den Münzwurf und entschied sich als Schlagmannschaft zu beginnen. Als Spieler des Spiels wurde Yashasvi Jaiswal ausgezeichnet.
| 1. Mai Scorecard | Lucknow | Royal Chall. Bangalore 126-9 (20)               | – | Lucknow Super Giants 108 (19.5) |
|                  |         | Royal Challengers Bangalore gewinnt mit 18 Runs |   |                                 |

Royal Challengers Bangalore gewann den Münzwurf und entschied sich als Schlagmannschaft zu beginnen. Als Spieler des Spiels wurde Faf du Plessis ausgezeichnet.
| 2. Mai Scorecard | Ahmedabad | Delhi Capitals 130-8 (20)         | – | Gujarat Titans 125-6 (20) |
|                  |           | Delhi Capitals gewinnt mit 5 Runs |   |                           |

Delhi Capitals gewann den Münzwurf und entschied sich als Schlagmannschaft zu beginnen. Als Spieler des Spiels wurde Mohammed Shami ausgezeichnet.
| 3. Mai Scorecard | Lucknow | Lucknow Super Giants 125-7 (19.2) | – | Chennai Super Kings |
|                  |         | No Result                         |   |                     |

Chennai Super Kings gewann den Münzwurf und entschied sich als Feldmannschaft zu beginnen.
| 3. Mai Scorecard | Mohali | Punjab Kings 214-3 (20)              | – | Mumbai Indians 216-4 (18.5) |
|                  |        | Mumbai Indians gewinnt mit 6 Wickets |   |                             |

Mumbai Indians gewann den Münzwurf und entschied sich als Feldmannschaft zu beginnen. Als Spieler des Spiels wurde Ishan Kishan ausgezeichnet.
| 4. Mai Scorecard | Hyderabad | Kolkata Knight Riders 171-9 (20)         | – | Sunrisers Hyderabad 166-8 (20) |
|                  |           | Kolkata Knight Riders gewinnt mit 5 Runs |   |                                |

Kolkata Knight Riders gewann den Münzwurf und entschied sich als Schlagmannschaft zu beginnen. Als Spieler des Spiels wurde Varun Chakravarthy ausgezeichnet.
| 5. Mai Scorecard | Jaipur | Rajasthan Royals 118 (17.5)          | – | Gujarat Titans 119-1 (13.5) |
|                  |        | Gujarat Titans gewinnt mit 9 Wickets |   |                             |

Rajasthan Royals gewann den Münzwurf und entschied sich als Schlagmannschaft zu beginnen. Als Spieler des Spiels wurde Rashid Khan ausgezeichnet.
| 6. Mai Scorecard | Chennai | Mumbai Indians 139-8 (20)                 | – | Chennai Super Kings 140-4 (17.4) |
|                  |         | Chennai Super Kings gewinnt mit 6 Wickets |   |                                  |

Chennai Super Kings gewann den Münzwurf und entschied sich als Feldmannschaft zu beginnen. Als Spieler des Spiels wurde Matheesha Pathirana ausgezeichnet.
| 6. Mai Scorecard | Delhi | Royal Chall. Bangalore 181-4 (20)    | – | Delhi Capitals 187-3 (16.4) |
|                  |       | Delhi Capitals gewinnt mit 7 Wickets |   |                             |

Royal Challengers Bangalore gewann den Münzwurf und entschied sich als Schlagmannschaft zu beginnen. Als Spieler des Spiels wurde Phil Salt ausgezeichnet.
| 7. Mai Scorecard | Ahmedabad | Gujarat Titans 227-2 (20)          | – | Lucknow Super Giants 171-7 (20) |
|                  |           | Gujarat Titans gewinnt mit 56 Runs |   |                                 |

Lucknow Super Giants gewann den Münzwurf und entschied sich als Feldmannschaft zu beginnen. Als Spieler des Spiels wurde Shubman Gill ausgezeichnet.
| 7. Mai Scorecard | Jaipur | Rajasthan Royals 214-2 (20)               | – | Sunrisers Hyderabad 217-6 (20) |
|                  |        | Sunrisers Hyderabad gewinnt mit 4 Wickets |   |                                |

Rajasthan Royals gewann den Münzwurf und entschied sich als Schlagmannschaft zu beginnen. Als Spieler des Spiels wurde Glenn Phillips ausgezeichnet.
| 8. Mai Scorecard | Kolkata | Punjab Kings 179-7 (20)                     | – | Kolkata Knight Riders 182-5 (20) |
|                  |         | Kolkata Knight Riders gewinnt mit 5 Wickets |   |                                  |

Punjab Kings gewann den Münzwurf und entschied sich als Schlagmannschaft zu beginnen. Als Spieler des Spiels wurde Andre Russell ausgezeichnet.
| 9. Mai Scorecard | Mumbai | Royal Chall. Bangalore 199-6 (20)    | – | Mumbai Indians 200-4 (16.3) |
|                  |        | Mumbai Indians gewinnt mit 6 Wickets |   |                             |

Mumbai Indians gewann den Münzwurf und entschied sich als Feldmannschaft zu beginnen. Als Spieler des Spiels wurde Suryakumar Yadav ausgezeichnet.
| 10. Mai Scorecard | Chennai | Chennai Super Kings 167-8 (20)          | – | Delhi Capitals 140-8 (20) |
|                   |         | Chennai Super Kings gewinnt mit 27 Runs |   |                           |

Chennai Super Kings gewann den Münzwurf und entschied sich als Schlagmannschaft zu beginnen. Als Spieler des Spiels wurde Ravindra Jadeja ausgezeichnet.
| 11. Mai Scorecard | Kolkata | Kolkata Knight Riders 149-8 (20)       | – | Rajasthan Royals 151-1 (13.1) |
|                   |         | Rajasthan Royals gewinnt mit 9 Wickets |   |                               |

Rajasthan Royals gewann den Münzwurf und entschied sich als Feldmannschaft zu beginnen. Als Spieler des Spiels wurde Yashasvi Jaiswal ausgezeichnet.
| 12. Mai Scorecard | Mumbai | Mumbai Indians 218-5 (20)          | – | Gujarat Titans 191-8 (20) |
|                   |        | Mumbai Indians gewinnt mit 27 Runs |   |                           |

Gujarat Titans gewann den Münzwurf und entschied sich als Feldmannschaft zu beginnen. Als Spieler des Spiels wurde Suryakumar Yadav ausgezeichnet.
| 13. Mai Scorecard | Hyderabad | Sunrisers Hyderabad 182-6 (20)            | – | Lucknow Super Giants 185-6 (19.2) |
|                   |           | Lucknow Super Giant gewinnt mit 7 Wickets |   |                                   |

Sunrisers Hyderabad gewann den Münzwurf und entschied sich als Schlagmannschaft zu beginnen. Als Spieler des Spiels wurde Prerak Mankad ausgezeichnet.
| 13. Mai Scorecard | Mumbai | Punjab Kings 167-7 (20)          | – | Delhi Capitals 136-8 (20) |
|                   |        | Punjab Kings gewinnt mit 31 Runs |   |                           |

Delhi Capitals gewann den Münzwurf und entschied sich als Feldmannschaft zu beginnen. Als Spieler des Spiels wurde Prabhsimran Singh ausgezeichnet.
| 14. Mai Scorecard | Jaipur | Royal Chall. Bangalore 171-5 (20)                | – | Rajasthan Royals 59 (10.3) |
|                   |        | Royal Challengers Bangalore gewinnt mit 112 Runs |   |                            |

Royal Challengers Bangalore gewann den Münzwurf und entschied sich als Schlagmannschaft zu beginnen. Als Spieler des Spiels wurde Wayne Parnell ausgezeichnet.
| 14. Mai Scorecard | Chennai | Chennai Super Kings 144-6 (20)              | – | Kolkata Knight Riders 147-4 (18.3) |
|                   |         | Kolkata Knight Riders gewinnt mit 6 Wickets |   |                                    |

Chennai Super Kings gewann den Münzwurf und entschied sich als Schlagmannschaft zu beginnen. Als Spieler des Spiels wurde Rinku Singh ausgezeichnet.
| 15. Mai Scorecard | Ahmedabad | Gujarat Titans 188-9 (20)          | – | Sunrisers Hyderabad 154-9 (20) |
|                   |           | Gujarat Titans gewinnt mit 34 Runs |   |                                |

Sunrisers Hyderabad gewann den Münzwurf und entschied sich als Feldmannschaft zu beginnen. Als Spieler des Spiels wurde Shubman Gill ausgezeichnet.
| 16. Mai Scorecard | Lucknow | Lucknow Super Giants 177-3 (20)         | – | Mumbai Indians 172-5 (20) |
|                   |         | Lucknow Super Giants gewinnt mit 5 Runs |   |                           |

Mumbai Indians gewann den Münzwurf und entschied sich als Feldmannschaft zu beginnen. Als Spieler des Spiels wurde Marcus Stoinis ausgezeichnet.
| 17. Mai Scorecard | Dharmashala | Delhi Capitals 213-2 (20)          | – | Punjab Kings 198-8 (20) |
|                   |             | Delhi Capitals gewinnt mit 15 Runs |   |                         |

Punjab Kings gewann den Münzwurf und entschied sich als Feldmannschaft zu beginnen. Als Spieler des Spiels wurde Rilee Rossouw ausgezeichnet.
| 18. Mai Scorecard | Hyderabad | Sunrisers Hyderabad 186-5 (20)                    | – | Royal Chall. Bangalore 187-2 (19.2) |
|                   |           | Royal Challengers Bangalore gewinnt mit 8 Wickets |   |                                     |

Royal Challengers Bangalore gewann den Münzwurf und entschied sich als Feldmannschaft zu beginnen. Als Spieler des Spiels wurde Virat Kohli ausgezeichnet.
| 19. Mai Scorecard | Dharmashala | Punjab Kings 187-5 (20)                | – | Rajasthan Royals 189-6 (19.4) |
|                   |             | Rajasthan Royals gewinnt mit 4 Wickets |   |                               |

Rajasthan Royals gewann den Münzwurf und entschied sich als Feldmannschaft zu beginnen. Als Spieler des Spiels wurde Devdutt Padikkal ausgezeichnet.
| 20. Mai Scorecard | Delhi | Chennai Super Kings 223-3 (20)          | – | Delhi Capitals 146-9 (20) |
|                   |       | Chennai Super Kings gewinnt mit 77 Runs |   |                           |

Chennai Super Kings gewann den Münzwurf und entschied sich als Schlagmannschaft zu beginnen. Als Spieler des Spiels wurde Ruturaj Gaikwad ausgezeichnet.
| 20. Mai Scorecard | Kolkata | Lucknow Super Giants 176-8 (20)        | – | Kolkata Knight Riders 175-7 (20) |
|                   |         | Lucknow Super Giants gewinnt mit 1 Run |   |                                  |

Kolkata Knight Riders gewann den Münzwurf und entschied sich als Feldmannschaft zu beginnen. Als Spieler des Spiels wurde Nicholas Pooran ausgezeichnet.
| 21. Mai Scorecard | Mumbai | Sunrisers Hyderabad 200-5 (20)       | – | Mumbai Indians 201-2 (18) |
|                   |        | Mumbai Indians gewinnt mit 8 Wickets |   |                           |

Mumbai Indians gewann den Münzwurf und entschied sich als Feldmannschaft zu beginnen. Als Spieler des Spiels wurde Cameron Green ausgezeichnet.
| 21. Mai Scorecard | Bengaluru | Royal Chall. Bangalore 197-5 (20)    | – | Gujarat Titans 198-4 (19.1) |
|                   |           | Gujarat Titans gewinnt mit 6 Wickets |   |                             |

Gujarat Titans gewann den Münzwurf und entschied sich als Feldmannschaft zu beginnen. Als Spieler des Spiels wurde Shubman Gill ausgezeichnet.

### Playoffs

#### Spiel A
| 23. Mai Scorecard | Chennai | Chennai Super Kings 172-7 (20)          | – | Gujarat Titans 157 (20) |
|                   |         | Chennai Super Kings gewinnt mit 15 Runs |   |                         |

Gujarat Titans gewann den Münzwurf und entschied sich als Feldmannschaft zu beginnen. Als Spieler des Spiels wurde Ruturaj Gaikwad ausgezeichnet.

#### Spiel B
| 24. Mai Scorecard | Chennai | Mumbai Indians 182-8 (20)          | – | Lucknow Super Giants 101 (16.3) |
|                   |         | Mumbai Indians gewinnt mit 81 Runs |   |                                 |

Mumbai Indians gewann den Münzwurf und entschied sich als Schlagmannschaft zu beginnen. Als Spieler des Spiels wurde Akash Madhwal ausgezeichnet.

#### Spiel C
| 26. Mai Scorecard | Ahmedabad | Gujarat Titans 233-3 (20)          | – | Mumbai Indians 171 (18.2) |
|                   |           | Gujarat Titans gewinnt mit 62 Runs |   |                           |

Mumbai Indians gewann den Münzwurf und entschied sich als Feldmannschaft zu beginnen. Als Spieler des Spiels wurde Shubman Gill ausgezeichnet.

#### Finale
| 28./29. Mai Scorecard | Ahmedabad | Gujarat Titans 214-4 (20)                              | – | Chennai Super Kings 171-5 (15/15) |
|                       |           | Chennai Super Kings gewinnt mit 5 Wickets (D/L method) |   |                                   |

Das ursprünglich am 28. Mai geplante Spiel musste nach Regenfällen auf den Reservetag verschoben werden. Durch weitere Regenunterbrechungen wurde das zweite Innings daraufhin verkürzt. Chennai Super Kings gewann den Münzwurf und entschied sich als Feldmannschaft zu beginnen. Als Spieler des Spiels wurde Devon Conway ausgezeichnet.

## Medien
Die Broadcast Audience Research Council (BARC) India gab die TV-Zuschauer, mit denen von Disney Star gehaltenen Rechten, mit insgesamt 505 Millionen Zuschauern an, was eine Zunahme der geschauten Minuten zur Vorsaison von 32 % entsprach. Das Finale wurde dabei alleine von 64,1 Millionen Zuschauern im Fernsehen verfolgt. Der Streaming-Dienst JioCinema vermeldete auf seinen Kanälen eine Zuschauerzahl von 449 Millionen Zuschauern an.